# Síugrás a 2018. évi téli olimpiai játékokon
A 2018. évi téli olimpiai játékokon a síugrás versenyszámait Phjongcshang (Pyeongchang)ban rendezték meg február 8. és 19. között. A férfiaknak három, a nőknek egy versenyszámban osztottak érmeket.

## Naptár
Az időpontok helyi idő szerint (UTC+9) és magyar idő szerint (UTC+1) is olvashatóak. A döntők kiemelt háttérrel vannak jelölve.
| Dátum       | Helyi idő   | Magyar idő  | Versenyszám                         |
| ----------- | ----------- | ----------- | ----------------------------------- |
| Február 8.  | 21:30-22:35 | 13:30–14:35 | férfi egyéni, normálsánc, selejtező |
| Február 10. | 21:35-23:20 | 13:35–15:20 | férfi egyéni, normálsánc, döntő     |
| Február 12. | 21:50-23:25 | 13:50–15:25 | női egyéni, normálsánc, döntő       |
| Február 16. | 21:30-22:35 | 13:30–14:35 | férfi egyéni, nagysánc, selejtező   |
| Február 17. | 21:30–22:45 | 13:30–14:45 | férfi egyéni, nagysánc, döntő       |
| Február 19. | 21:30-23:20 | 13:30–15:20 | férfi csapatverseny, döntő          |

## Éremtáblázat
(Az egyes számoszlopok legmagasabb értéke, vagy értékei vastagítással kiemelve.)
| A 2018. évi téli olimpiai játékok éremtáblázata síugrásban | A 2018. évi téli olimpiai játékok éremtáblázata síugrásban | A 2018. évi téli olimpiai játékok éremtáblázata síugrásban | A 2018. évi téli olimpiai játékok éremtáblázata síugrásban | A 2018. évi téli olimpiai játékok éremtáblázata síugrásban | Olimpia  |
| ---------------------------------------------------------- | ---------------------------------------------------------- | ---------------------------------------------------------- | ---------------------------------------------------------- | ---------------------------------------------------------- | -------- |
|                                                            | Ország                                                     | Arany                                                      | Ezüst                                                      | Bronz                                                      | Összesen |
| 1.                                                         | Norvégia (NOR)                                             | 2                                                          | 1                                                          | 2                                                          | 5        |
| 2.                                                         | Németország (GER)                                          | 1                                                          | 3                                                          | 0                                                          | 4        |
| 3.                                                         | Lengyelország (POL)                                        | 1                                                          | 0                                                          | 1                                                          | 2        |
|                                                            |                                                            |                                                            |                                                            |                                                            |          |
| 4.                                                         | Japán (JPN)                                                | 0                                                          | 0                                                          | 1                                                          | 1        |
|                                                            |                                                            |                                                            |                                                            |                                                            |          |
| Összesen                                                   | Összesen                                                   | 4                                                          | 4                                                          | 4                                                          | 12       |

## Érmesek
| A 2018. évi téli olimpiai játékok érmesei síugrásban |                                                                                                  |        |                                                                                       |        |                                                                              |        |
| Versenyszám                                          | Arany                                                                                            | Arany  | Ezüst                                                                                 | Ezüst  | Bronz                                                                        | Bronz  |
| Férfi egyéni, normálsánc                             | Andreas Wellinger · Németország (GER)                                                            | 259,1  | Johann André Forfang · Norvégia (NOR)                                                 | 250,9  | Robert Johansson · Norvégia (NOR)                                            | 249,7  |
| Férfi egyéni, nagysánc                               | Kamil Stoch · Lengyelország (POL)                                                                | 285,7  | Andreas Wellinger · Németország (GER)                                                 | 282,3  | Robert Johansson · Norvégia (NOR)                                            | 275,3  |
| Férfi csapatverseny                                  | Norvégia (NOR) · Daniel-André Tande · Andreas Stjernen · Johann André Forfang · Robert Johansson | 1098,5 | Németország (GER) · Karl Geiger · Stephan Leyhe · Richard Freitag · Andreas Wellinger | 1075,7 | Lengyelország (POL) · Maciej Kot · Stefan Hula · Dawid Kubacki · Kamil Stoch | 1072,4 |
| Női egyéni, normálsánc                               | Maren Lundby · Norvégia (NOR)                                                                    | 264,6  | Katharina Althaus · Németország (GER)                                                 | 252,6  | Takanasi Szara · Japán (JPN)                                                 | 243,8  |